# Handelse Processie
Handelse Processie is de benaming voor de jaarlijkse bedevaart van Valkenswaard naar Onze Lieve Vrouw van Handel in het Maria-bedevaartsoord Handel. 
Jaarlijks trekken drie voetprocessies naar Handel: die van Gemert, Geldrop en Valkenswaard. 

## Valkenswaardse processie

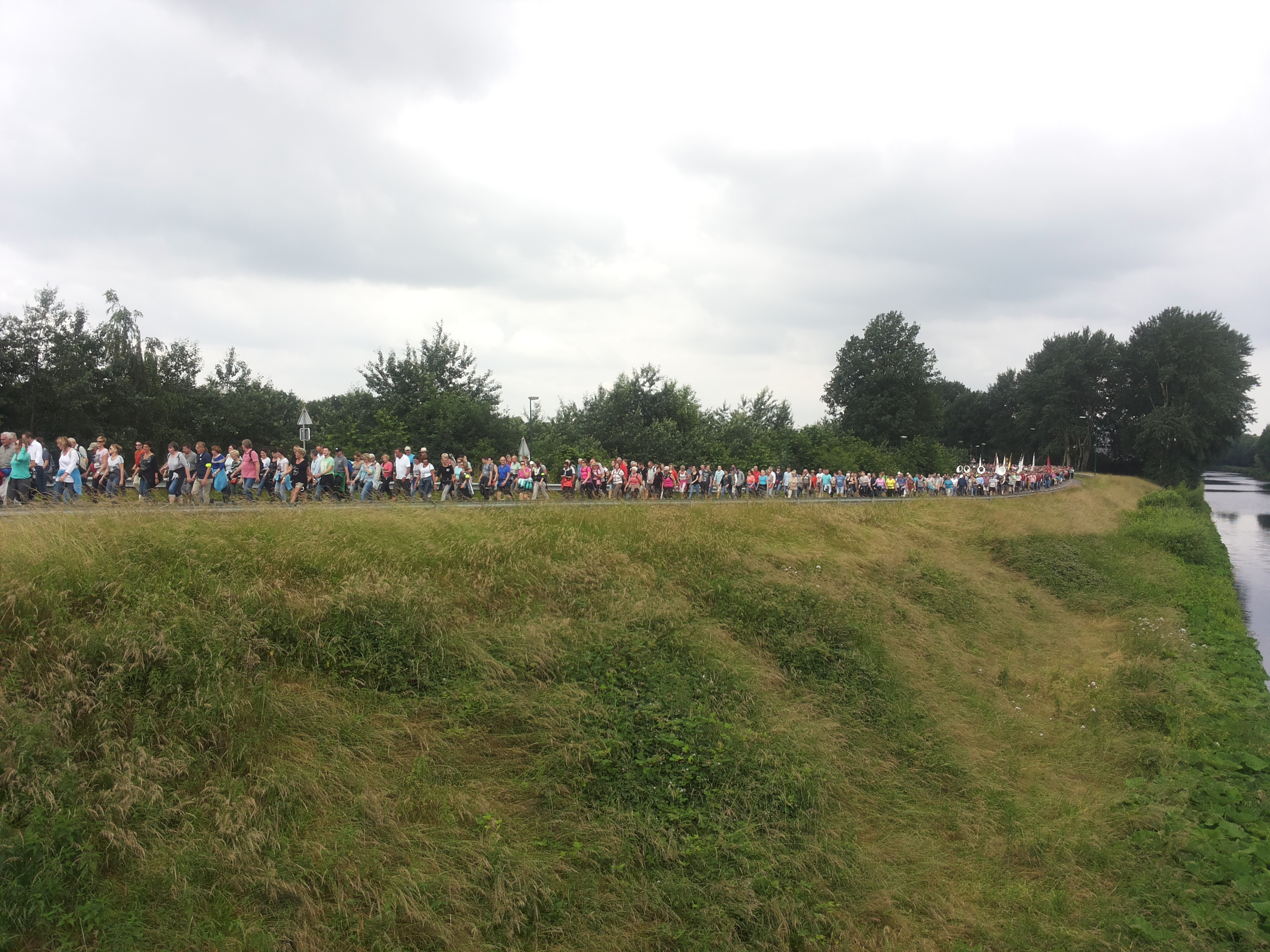
De stoet van de Handelse Processie op weg naar Handel, juni 2016.

De Valkenswaardse processie (het voorlaatste weekeinde in juni) is de grootste. De deelnemers lopen op zaterdag te voet naar Handel (ca. 40 km), overnachten in Handel en keren de volgende dag te voet terug. Tijdens de processie is het gebruikelijk om Marialiedjes te zingen. Er loopt, ongeveer halverwege de sliert mensen, een harmonie met de stoet mee. Achteraan de stoet lopen zo'n 26 (in 2007) huifkarren mee, getrokken door knollen en paarden. De processie wint nog altijd aan populariteit: in 1980 liepen circa 650 personen mee, in 1995 circa 2000 personen.

### Geschiedenis
De Valkenswaardse Handelse Processie ontstond begin 18e eeuw. Waarschijnlijk is het pastoor Johannes van Dijk geweest, die in 1752 in Valkenswaard benoemd werd, die deze traditie heeft ingevoerd, aangezien hij daarvoor in Geldrop werkzaam was, van waaruit men al sinds 1668 naar Handel trok. Deze tocht van meer dan 40 km ging te voet, terwijl er huifkarren beschikbaar waren voor hen die niet meer verder konden. Later gingen er ook vaandels, muziekkorpsen en dergelijke mee. De nacht werd doorgebracht bij de boer en de volgende dag ging men, na bezoek aan kerk en kroeg, weer naar huis.
In de jaren 2020 en 2021 ging de processie niet door vanwege de coronacrisis.